# Nandu
Der Nandu (span. Ñandú) oder Großer Nandu (Rhea americana) ist ein flugunfähiger Vogel aus der Gattung der Nandus (Rhea). Er gehört zu den Laufvögeln und ist in Südamerika beheimatet. Seit dem Jahr 2000 gibt es eine stetig wachsende, freilebende Schar Nandus in Mecklenburg-Vorpommern und Schleswig-Holstein, die aus einem Gehege in der Nähe von Lübeck ausgebrochen ist (sogenannte Neozoen).

## Merkmale
Mit einer Scheitelhöhe von 1,25 bis 1,40 Metern (Rückenhöhe etwa 1 Meter) und einem Gewicht von 20 bis 25 Kilogramm ist der Nandu der größte Vogel Amerikas. Dies betrifft vor allem die Männchen, denn wie beim Strauß sind auch beim Nandu die Hähne im Durchschnitt etwas größer als die Hennen.
Nandus haben ein lockeres, zerfleddert aussehendes Federkleid und besitzen die größten Flügel aller Laufvögel. Die Beine sind lang und kräftig. Im Gegensatz zu den Verhältnissen bei den zweizehigen Straußen weisen die Füße der Nandus drei Zehen auf. Die Ähnlichkeit zwischen den beiden Gattungen von nicht flugfähigen Laufvögeln stellt ein Beispiel für Konvergenz dar. Auf der Flucht erreichen Nandus Geschwindigkeiten von bis zu 60 km/h.
Das Gefieder ist grau oder braun, selten weiß, zwischen den Individuen variiert die Farbgebung stark. In der Regel sind Männchen etwas dunkler und größer als Weibchen, was aber kein zuverlässiges Unterscheidungsmerkmal ist. Die einzelnen Unterarten werden vor allem durch die Anteile schwarzer Federn an der Halsbefiederung unterschieden.

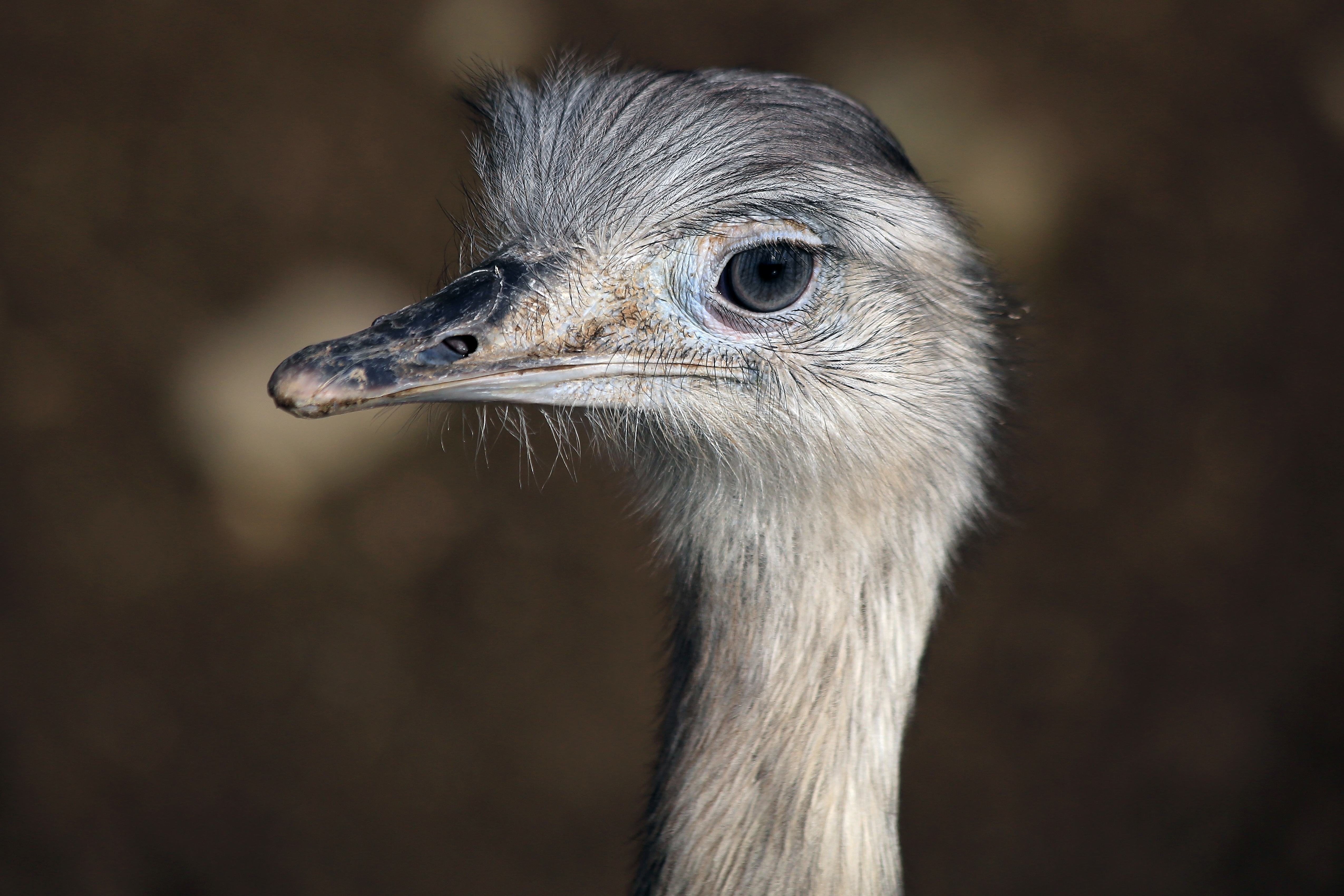
Kopf eines Nandus
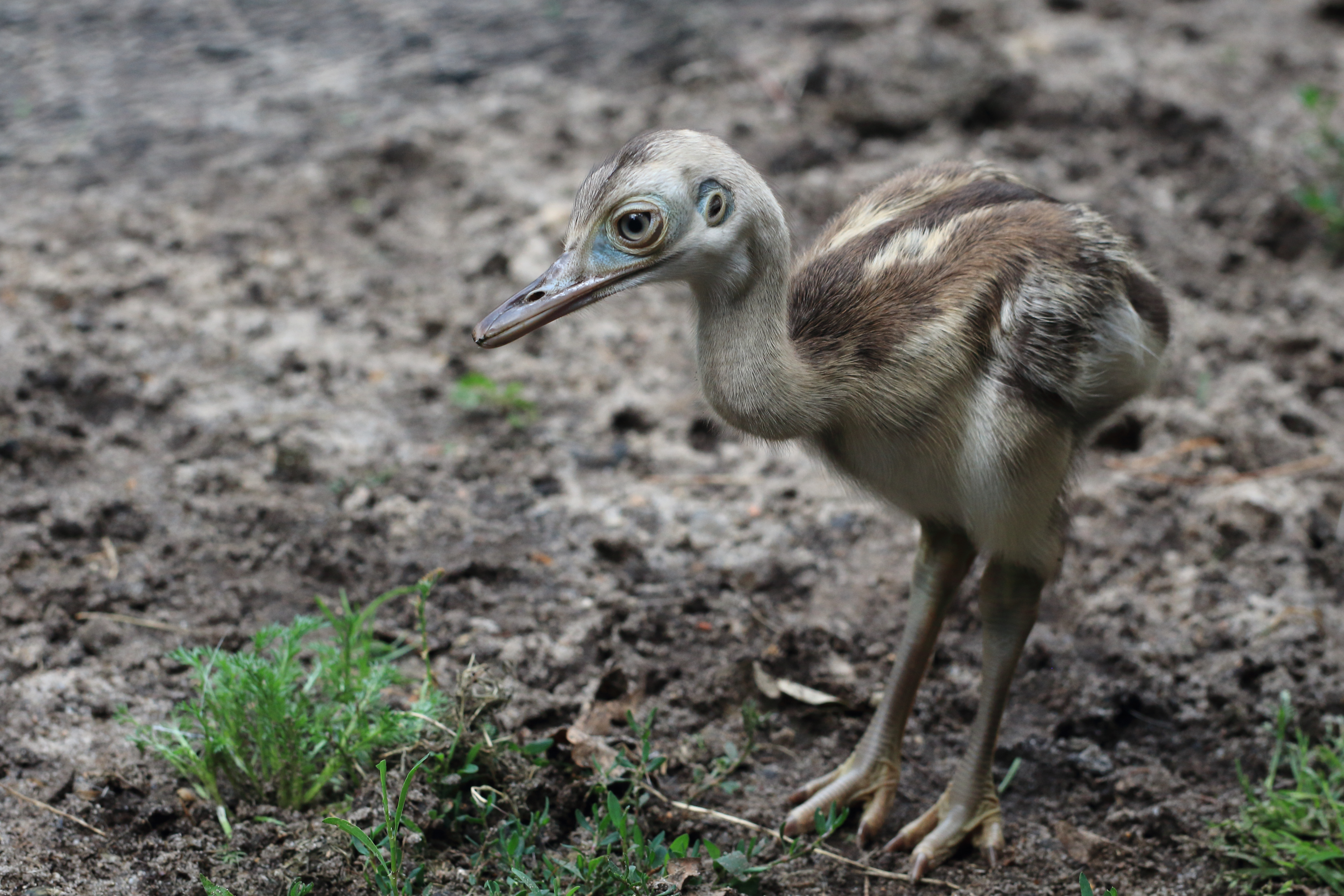
Nanduküken
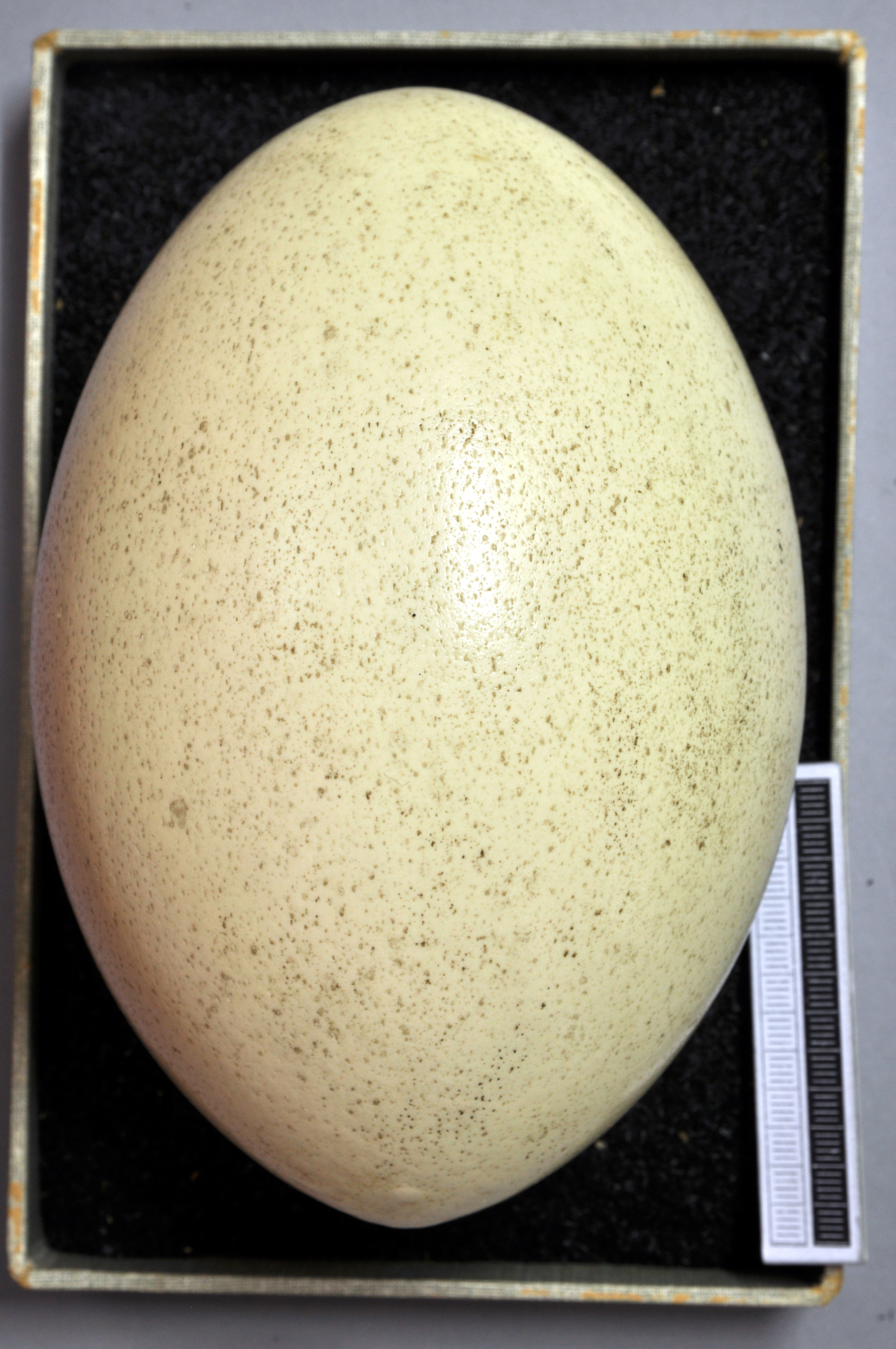
Nanduei
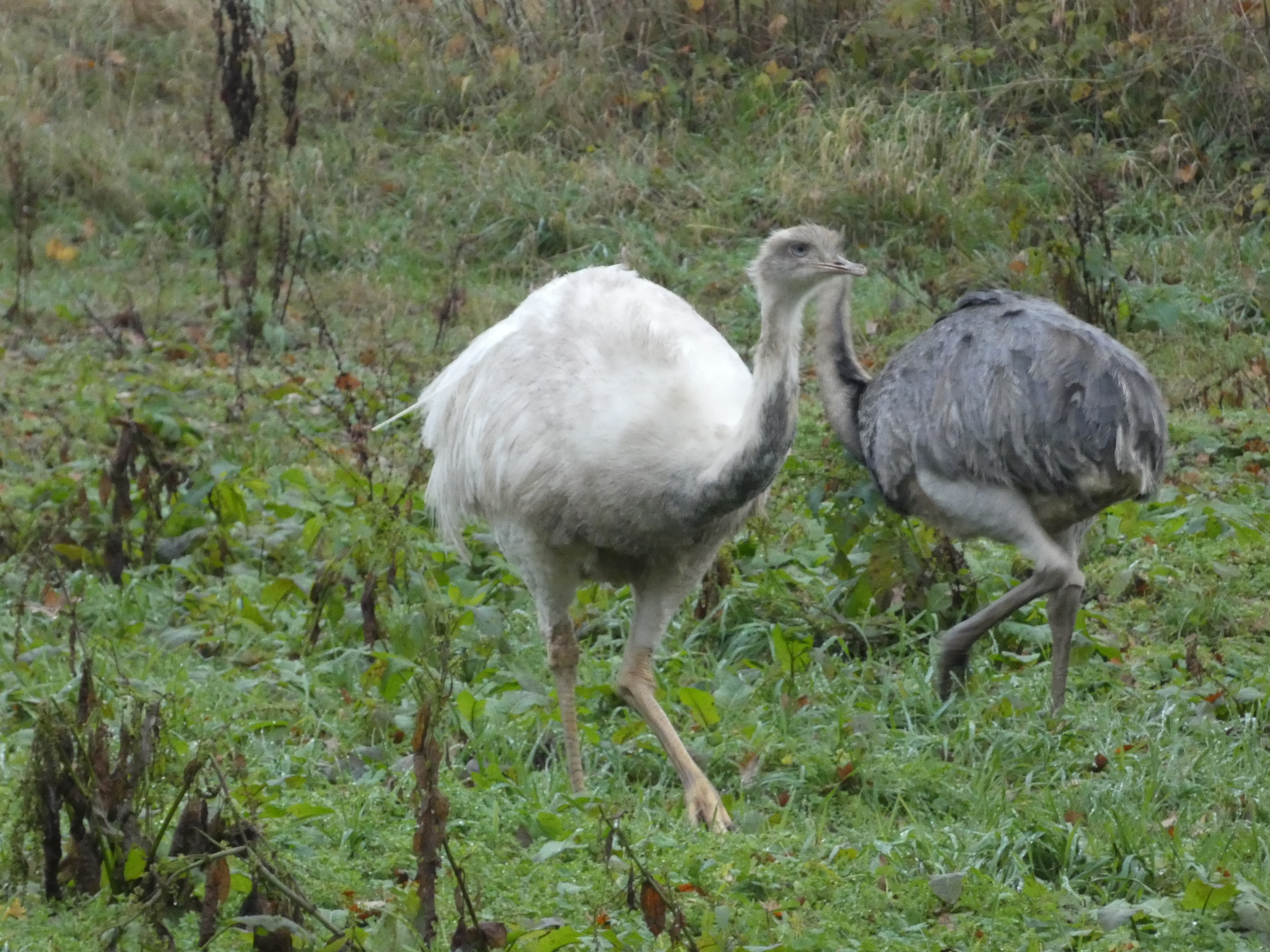
Weiße und graue Morphe in deutscher verwilderter Population

## Verbreitung und Lebensraum

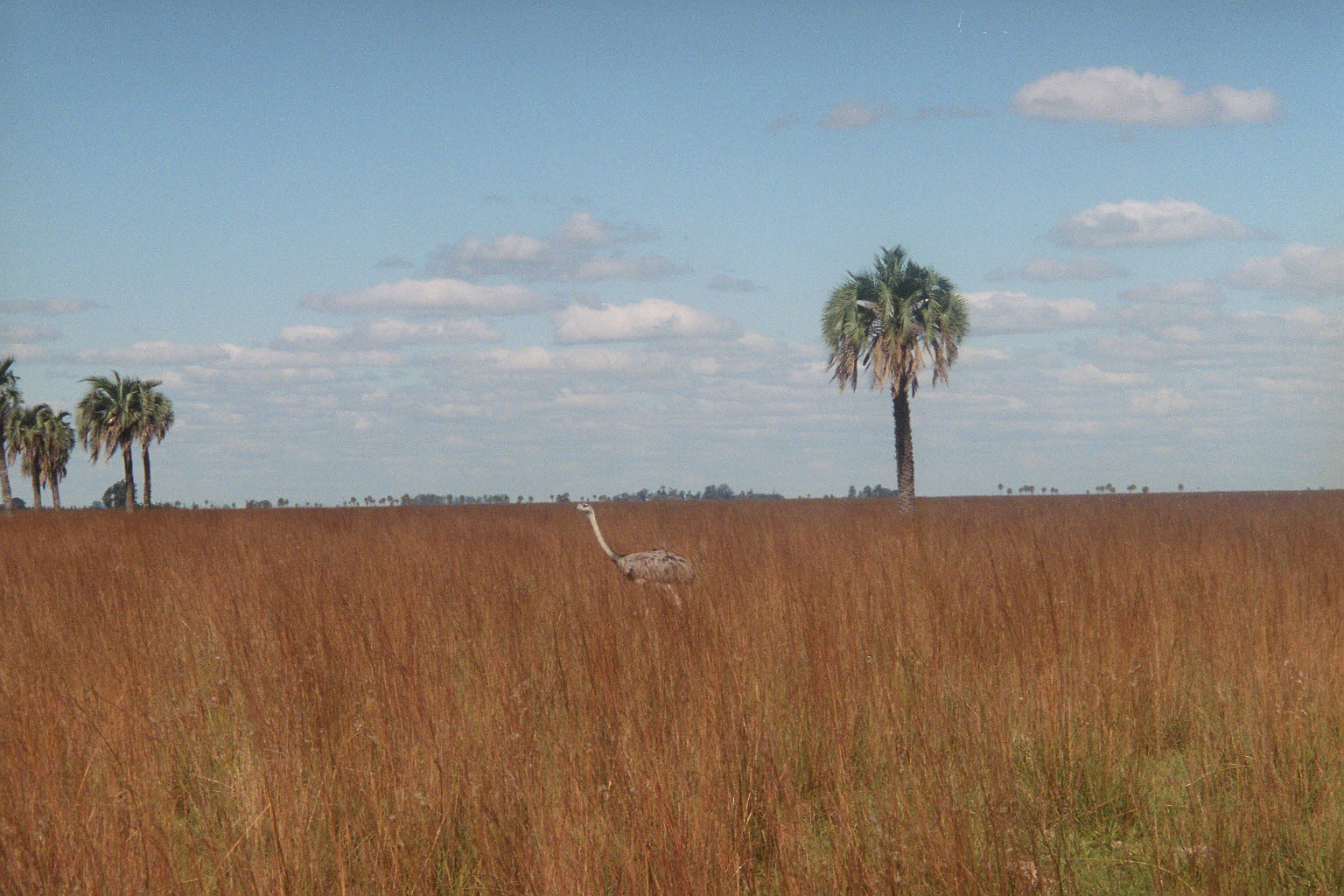
Nandu im natürlichen Habitat in Argentinien (Departamento Goya, Provinz Corrientes).

Das Verbreitungsgebiet erstreckt sich von der Pampa, dem Grasland im zentralen Argentinien und Uruguay, über den Gran Chaco bis in den Nordosten von Brasilien. Die Art ist außerdem in Deutschland als Neozoon etabliert, die einzige bekannte Population in Mitteleuropa, die sich nach Ausbrüchen aus Gehegen halten konnte.
Nandus bewohnen Savannenhabitate, fehlen also in Wäldern. Im Gegensatz zum Darwinnandu ist der Nandu ein Bewohner des Flachlands, der große Höhen meidet. Ebenso meidet der Nandu kalte Klimazonen und kommt südlich des 40. Breitengrads nicht mehr vor.
Der Nandu ist laut IUCN „potenziell gefährdet“ (near threatened). Seine Population nimmt aufgrund von Bejagung und der Zerstörung seines natürlichen Lebensraums stetig ab.

## Unterarten

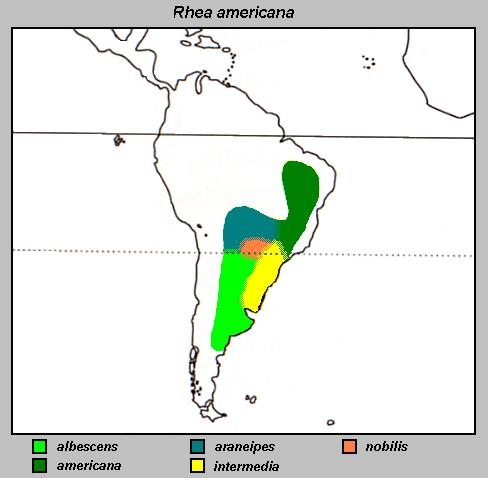
Verbreitungsgebiet der Unterarten:
R. americana albescens (hellgrün)
R. americana americana (dunkelgrün)
R. americana araneipes (blaugrün)
R. americana intermedia (gelb)
R. americana nobilis (orange)

Fünf Unterarten werden anerkannt. Sie sind nur schwer auseinanderzuhalten; vor allem die Schwarzfärbung des Halses, die bei allen unterschiedlich ausgeprägt ist, gilt als Identifikationsmerkmal.
- Rhea americana americana (Linnaeus, 1758)[5], nördliches und östliches Brasilien
- Rhea americana intermedia Rothschild & Chubb, C, 1914[6], Uruguay und angrenzendes südöstliches Brasilien
- Rhea americana nobilis Brodkorb, 1939[7], östliches Paraguay
- Rhea americana araneipes Brodkorb, 1938[8], westliches Paraguay, östliches Bolivien, angrenzendes südwestliches Brasilien
- Rhea americana albescens Lynch & Holmberg, 1878[9], neu: Rhea americana var. albinea,  nordöstliches und östliches Argentinien

## Etymologie und Forschungsgeschichte
„Nandu“ ist abgeleitet von ñandu guasu (guasu „groß“ und ñandu „Spinne“ in Guaraní), da der Nandu in Balz-Pose einer großen Spinne ähnelt. Eine alternative Herleitung bezieht sich auf den Ruf, der lautlich wie Nan-Du klingt.
Die Erstbeschreibung des Nandus erfolgte 1758 durch Carl von Linné unter dem wissenschaftlichen Namen Struthio americanus. Als Verbreitungsgebiet des Typusexemplar gab er nur Südamerika an. Bereits 1760 führte Mathurin-Jacques Brisson die Gattung Rhea ein. Dieser Begriff stammte aus der griechischen Mythologie und bezieht sich auf Rhea. Der Artname »americanus« bedeutet aus Amerika. »Intermedia« leitet sich vom lateinischen intermedius für dazwischen ab, »araneipes« von aranea für Spinne bzw. vom altgriechischen Wort αραχνης arakhnēs für „Spinne“ und πους, ποδος pous, podos für „Fuss“. »Noblis« bedeutet bewundernswert, berühmt, edel, hochgeboren, adlig. »Albescens« bedeutet weißlich von albus für weiß. Alfred Laubmann ging in seinem Werk Die Vögel von Paraguay stark auf Unterschiede in den Unterarten Paraguays ein. Damals war noch nicht klar, ob es sich hier gar um eigene Arten handeln könnte.

## Wilde Population in Norddeutschland

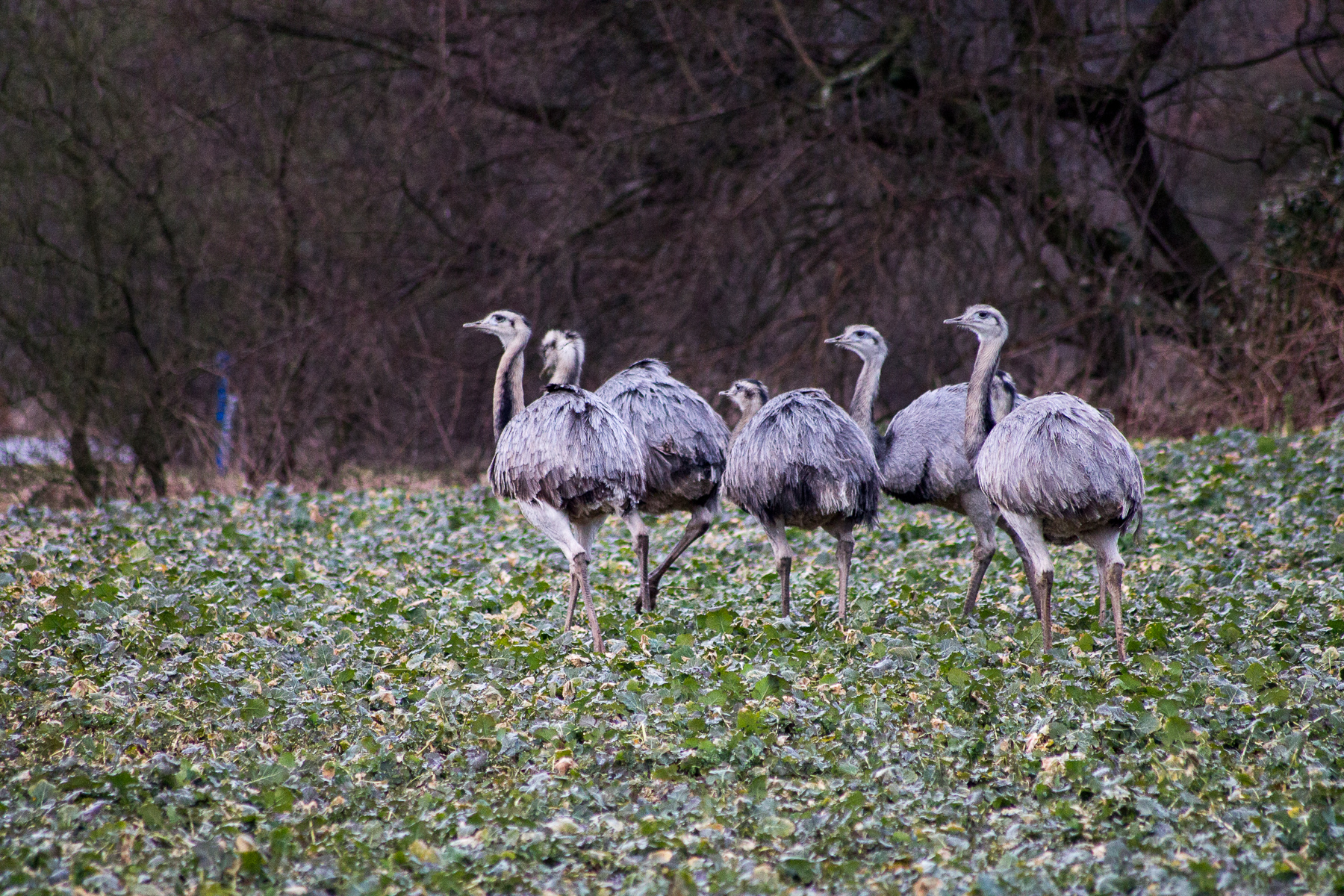
Eine Gruppe Nandus im Februar 2015 auf einem Acker bei Lüdersdorf (Mecklenburg-Vorpommern)

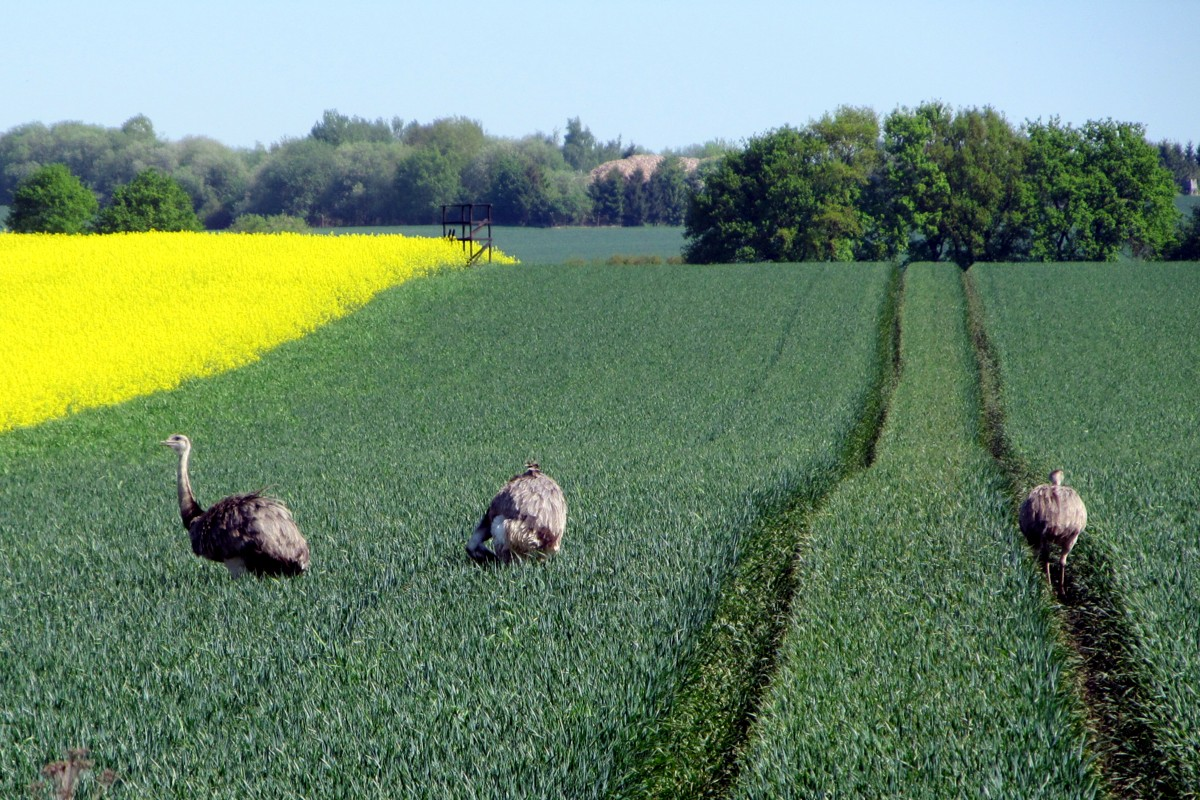
Nandus bei Schlagsdorf im Mai 2018

### Entwicklung
Im Jahr 2000 entwichen mehrere Nandus aus einer Freilandhaltung in Schleswig-Holstein nahe der Landesgrenze zu Mecklenburg-Vorpommern, die von dort in den Landkreis Nordwestmecklenburg wechselten und dort in der Niederung der Wakenitz, im Raum zwischen Schattin und Herrnburg, sowie weiter südlich bei Utecht beobachtet wurden. Bereits 2001 gab es einen erfolglosen Brutversuch sowie den Nachweis einer erfolgreichen Brut durch die Beobachtung eines Männchens mit 14 Küken, weitere erfolgreiche Bruten wurden 2002 (1), 2003 (mindestens 3) und 2004 (mindestens 5) dokumentiert. Im Jahr 2002 konnten in der Wakenitzniederung bereits 11 Nandus nachgewiesen werden, 2004 waren es im Raum Schattin – Utecht – Duvennest bereits 20. Bis August 2009 war der Bestand auf etwa 80 Tiere gewachsen, im März 2011 ging man von einem Bestand von über 100 Exemplaren aus. Zählungen von Rangern des Biosphärenreservats Schaalsee ergaben im Herbst 2014 144 Tiere, im Frühjahr 2015 120 Tiere, im Herbst 2015 177 Tiere, im Herbst 2016 über 200 Tiere und im März 2017 220 Tiere im rund 150 Quadratkilometer großen Verbreitungsgebiet östlich des Ratzeburger Sees. Nachdem die Zahl der Nandus vermutlich aufgrund des langen kalten Winters bis März 2018 zwischenzeitlich auf 205 Tiere abgesunken war, wurden bei der Herbstzählung im selben Jahr 566 Tiere gezählt, davon ein Großteil Jungtiere. Als Ursache für diesen hohen Anstieg innerhalb eines Jahres vermutet das Ministerium für Landwirtschaft und Umwelt Mecklenburg-Vorpommern die ungewöhnlich warme und trockene Witterung des Jahres.
Die Art ist offenbar recht anpassungsfähig. In Mecklenburg-Vorpommern bewohnen Nandus vor allem Stilllegungsflächen mit flächigen Trocken- und Halbtrockenrasen und Kiefernforsten, wurden aber auch auf Grünland, Äckern und in Laubwald beobachtet. Im Winter suchen die Tiere auf Rapsäckern und Stilllegungsflächen nach Nahrung. Gelegefunde erfolgten bisher in Trockenrasen, Staudenfluren, auf Getreide- und Rapsäckern sowie im Laubwald.

### Rechtlicher Status
Rechtlich gilt der Nandu als besonders geschützte Art i. S. d. § 7 Abs. 2 Nr. 13 Bundesnaturschutzgesetz (BNatSchG), sodass die in Deutschland wild lebenden Nandus nicht nur den allgemeinen Schutz des § 39 BNatSchG, sondern auch den besonderen Schutz des § 44 BNatSchG genießen.
Seit April 2020 wurde der Nandu in Mecklenburg-Vorpommern ins Jagdrecht aufgenommen. Küken und Jährlinge dürfen seitdem ganzjährig geschossen werden. Ausgewachsene Tiere dürfen vom 1. November bis 31. März bejagt werden.

### Bewertung aus Sicht des Naturschutzes
In Naturschutzkreisen ist die Bewertung des Nandus als Brutvogel in Deutschland sehr unterschiedlich. So wird von manchen die Auflösung der Bestände, also Tötung aller Nandus, gefordert. Dies wird mit dem Vorsorgeprinzip begründet, da der Nandu sich als invasive Art erweisen könnte. Als invasive Arten werden nach § 7 Abs. 2 Nr. 9 BNatSchG solche Arten deklariert, die für die natürlich vorkommenden Ökosysteme, Biotope oder Arten eine erhebliche Gefährdung darstellen. Dem Nandu wird Invasionspotenzial zugeschrieben, weil eine Gefährdung anderer Bodenbrüter und Bodenfauna nicht auszuschließen sei.
Derzeit steht der Nandu auf der Grauen Liste. Auf die Graue Liste werden potenziell invasive Arten gesetzt, um diese durch die Behörden beobachten zu lassen. Befürchtungen bezüglich einer möglichen Gefährdung von Bodenbrütern, Reptilien und Insekten haben sich bisher durch Feldforschungen und Magenuntersuchungen nicht bestätigt. Nach § 40 Abs. 2 BNatSchG muss vor Bekämpfungsmaßnahmen erst geklärt werden, ob eine Art tatsächlich invasiv ist, also die natürlich vorkommenden Ökosysteme, Biotope und Arten gefährdet. Derzeit werden weitergehende Untersuchungen über die Auswirkung der heimischen Nandupopulation nicht als dringlich angesehen, da der Bestand teilweise nicht ganz winterfest ist und somit wieder aussterben könnte.

### Maßnahmen zur Eindämmung der Population
Nach Beschwerden aus der Landwirtschaft wegen zunehmender Schäden auf Raps- und Getreideflächen genehmigt das Biosphärenreservatsamt Schaalsee-Elbe seit 2017, die Population der wildlebenden Nandus durch Manipulation der Gelege einzudämmen. Hierzu werden die Eier im Gelege durch namentlich registrierte Personen angebohrt.
Da die Population trotz dieser Maßnahme auf 566 Tiere (Herbstzählung 2018) anwuchs, forderte der Bauernverband, die Bejagung männlicher Nandus zu erlauben. Daraufhin haben laut Landwirtschaftsminister Till Backhaus (SPD) zwei Landwirte eine Abschussgenehmigung erhalten und von Januar bis März 2019 auf ihren Feldern 17 Nandus geschossen. Die Frühjahrszählung 2019 ergab einen Bestand von 362 Tieren. 2019 sollten noch weitere 40 bis 50 Tiere erlegt werden. Um zu klären, ob die Nandus der heimischen Tier- und Pflanzenwelt schaden, war ab Herbst 2019 ein Monitoring geplant, das abgeschossene Exemplare untersuchen und einige Tiere mit GPS-Sendern ausstatten sollte. Bis Januar 2021 wurde die Population durch Bejagung auf etwa 300 Tiere reduziert.
Bei der Frühjahrszählung 2024 wurden nur noch 70 Exemplare gesichtet.